# Cantharellopsis
Cantharellopsis is een monotypisch geslacht van schimmels behorend tot orde Hymenochaetales. Het bevat alleen Cantharellopsis prescotii.